# الموسيقار (فلم)
الموسيقار هو فيلم مصري تم إنتاجه عام 1946، تأليف السيد زيادة وإبراهيم رمزي، وإخراج السيد زيادة و بطولة لور دكاش ومختار يسري. وهو أول فيلم يخرجه السيد زيادة

## فريق العمل
إخراج: السيد زيادة
تأليف:
- إبراهيم رمزي
- السيد زيادة

إنتاج: ستوديو رمزي
بطولة:
- لور دكاش
- مختار يسري
- دولت أبيض
- يعقوب طانيوس
- أحمد علام
- السيد بدير
- محمد توفيق
- سعيد أبو بكر